# FKボクシト・ミリチ
FKボクシト・ミリチ（FK Boksit Milići）は、ボスニア・ヘルツェゴビナのスルプスカ共和国ミリチをホームタウンとするサッカークラブである。

## 歴史
1972年に創設された。
プルヴァ・リーガRS最初の1995-96シーズンに東地域で優勝、プレーオフで西地域優勝のFKルダル・プリイェドルに5-2、1-2で勝利して総合優勝を果たし、初代優勝チームとなった。16得点を記録したゾラン・マイストロヴィッチが東地域の得点王に輝いた。
1997-98シーズンにクプ・レプブリケ・スルプスケで決勝に進出したが、FKルダル・ウグリェヴィクに0-0（PK戦 2-4）で敗れて準優勝に終わった。
1999-2000シーズンにプルヴァ・リーガRSで2回目の優勝を果たした。
スルプスカ共和国とボスニア・ヘルツェゴビナ連邦のクラブが一緒に参加した最初の大会となった2000-01シーズンのボスニア・ヘルツェゴビナカップではHŠKポスシェと対戦したが、0-0、0-4で敗れた。

## 獲得タイトル
- プルヴァ・リーガRS：2回
  - 1995-96, 1999-2000